# Claus Bech Jørgensen
Claus Bech Jørgensen (n. Holstebro, Ringkjøbing, Dinamarca, 27 de abril de 1976) es un futbolista danés. Juega de volante, y su actual equipo es el Port Vale FC de la Football League Two de Inglaterra. 

## Selección nacional
Ha sido internacional con la selección de fútbol de las Islas Feroe, con la que ha jugado 10 partidos internacionales y ha anotado 1 gol (frente a Chipre).